# Helan och Halvan som svågrar
Helan och Halvan som svågrar (engelska: Twice Two) är en amerikansk kortfilm med Helan och Halvan från 1933 regisserad av James Parrott.

## Handling
Filmen handlar om Helan, som är expert på människans hjärna, och hans sekreterare Halvan, som brukar tjuvlyssna på andras telefonsamtal. De är gifta med varandras systrar och planerar att fira bröllopsdagen tillsammans. Men förberedelserna går inte riktigt som planerat, och de båda kvinnorna går varandra på nerverna.

## Om filmen
När filmen hade Sverigepremiär gick den under titeln Helan och Halvan som svågrar. Alternativa titlar till filmen är Svågrarna och Kära släkten.
Detta var sista gången James Parrott regisserade en film för Helan och Halvan. Han fortsatte dock att samarbeta med duon som manusförfattare, bland annat i Vi reser västerut som utkom 1937.
Både Helan och Halvan har dubbelroller och spelar sina egna systrar. Konceptet med dubbelroller är hämtat från duons tidigare kortfilm Helan och Halvan i Familjeidyll från 1930 och kom att återanvändas i duons senare film Bröder i kvadrat som utkom 1936.
Filmen finns utgiven på DVD och Blu-ray.

## Rollista (i urval)
- Stan Laurel – Halvan/Sandy Hardy
- Oliver Hardy – Helan/Fanny Laurel
- Charlie Hall – Springpojke
- Baldwin Cooke – biträde
- Ham Kinsey – Passerande man, stand-in för Stan Laurel
- Carol Tevis – Mrs. Sandy Hardy (röst)
- May Wallace – Mrs. Fanny Laurel (röst)[1]